# Mágus saga jarls
Mágus saga jarls (también Bragða-Mágus saga) es una de las sagas nórdicas de autor anónimo. Existen dos versiones y han sobrevivido unas 70 copias manuscritas. Es la versión escandinava de Quatre fils Aymon (Chanson de Renaud de Montauban). Gunnlaugur Þórðarson ofreció una versión más larga en 1858, que presuntamente cumplía con la versión AM 152 fol. El término riddarasögur (sagas caballerescas) se mencionó por primera vez en Mágus saga jarls.
La copia más antigua fechada hacia el siglo XIV está clasificada como AM 580 4.º.